# Лазня Іса Бей (Сельчук)
Іса Бей Хаммам (тур. İsa Bey Hamamı), або Бююк Хаммам (тур. Büyük Hamam) — стародавня лазня в міті Сельчук, Туреччина, яка знаходиться під пагорбом Аясулук.
Вважається, що до цієї лазні належить напис, знайдений у саду будинку біля лазні. Відповідно до п'ятирядкового напису, написаного в Тулуті, будівлю побудував син Саліха Хачі Ходжа Алі в жовтні або листопаді 1364 року. По кутах напису, оточеного стрілчастою арковою рамкою, розміщені рельєфи з рослинними мотивами.

Зараз лазня є частиною культурної спадщини та відвідується туристами.

План лазні
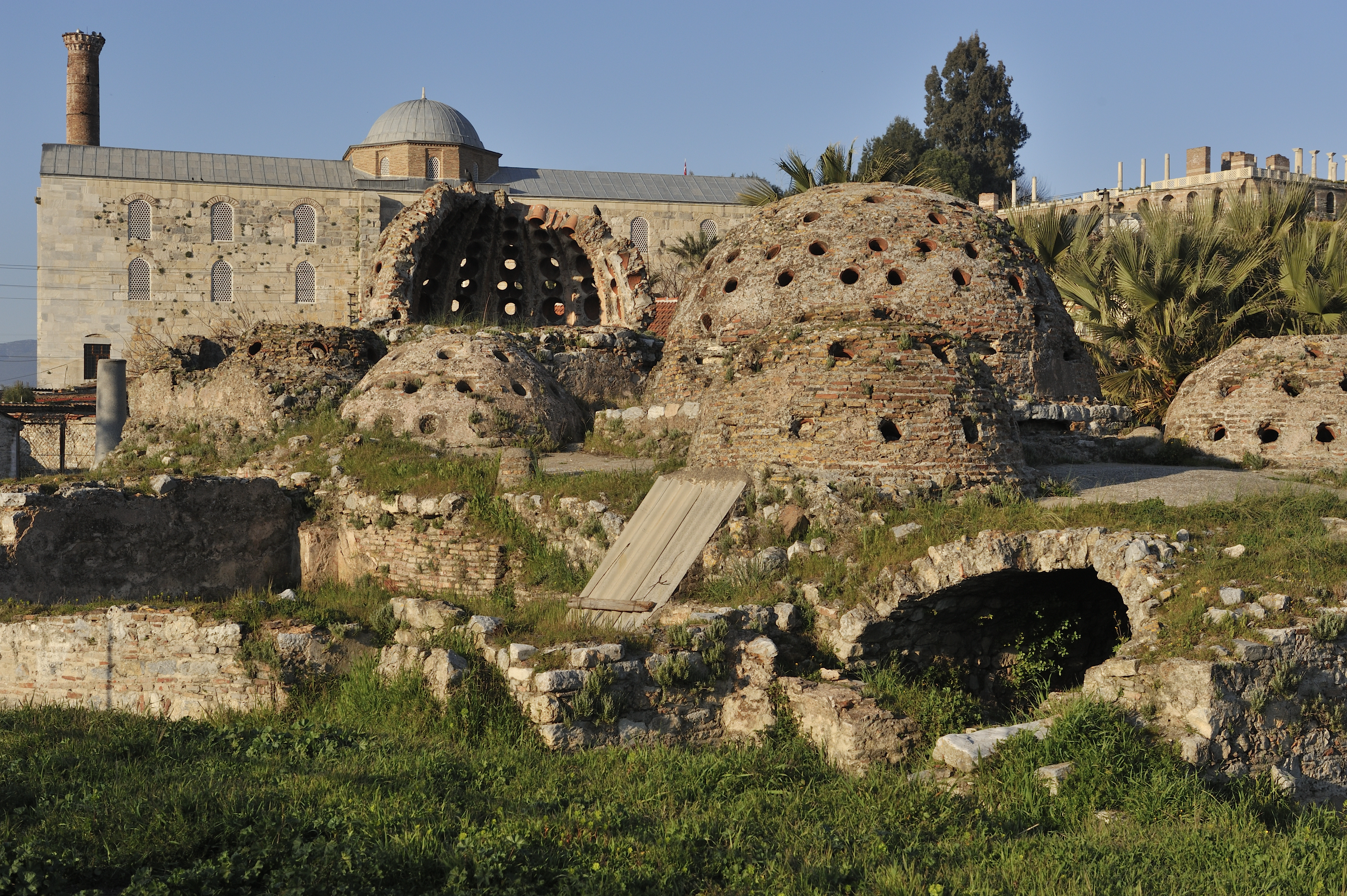
Вид з лазні